# سوگ ساتون
سوگ ساتون (انگلیسی: Sug Sutton؛ زادهٔ ۱۷ دسامبر ۱۹۹۸) بازیکن بسکتبال اهل ایالات متحده آمریکا است.